# 3739 Rem
3739 Rem è un asteroide della fascia principale. Scoperto nel 1977, presenta un'orbita caratterizzata da un semiasse maggiore pari a 2,2152730 UA e da un'eccentricità di 0,1549159, inclinata di 4,62438° rispetto all'eclittica.